# Carolus renidens
Carolus renidens är en tvåhjärtbladig växtart som först beskrevs av Adrien Henri Laurent de Jussieu, och fick sitt nu gällande namn av W.R.Anderson. Carolus renidens ingår i släktet Carolus och familjen Malpighiaceae. Inga underarter finns listade i Catalogue of Life.